# Edmundo da Luz Pinto
Edmundo da Luz Pinto (Rio de Janeiro, 5 de janeiro de 1898 — 15 de julho de 1963) foi um advogado e político brasileiro.

## Vida
Filho de Edmundo Bruger Pinto e Maria Isabel Âncora da Luz Pinto, filha de Francisco Carlos da Luz.

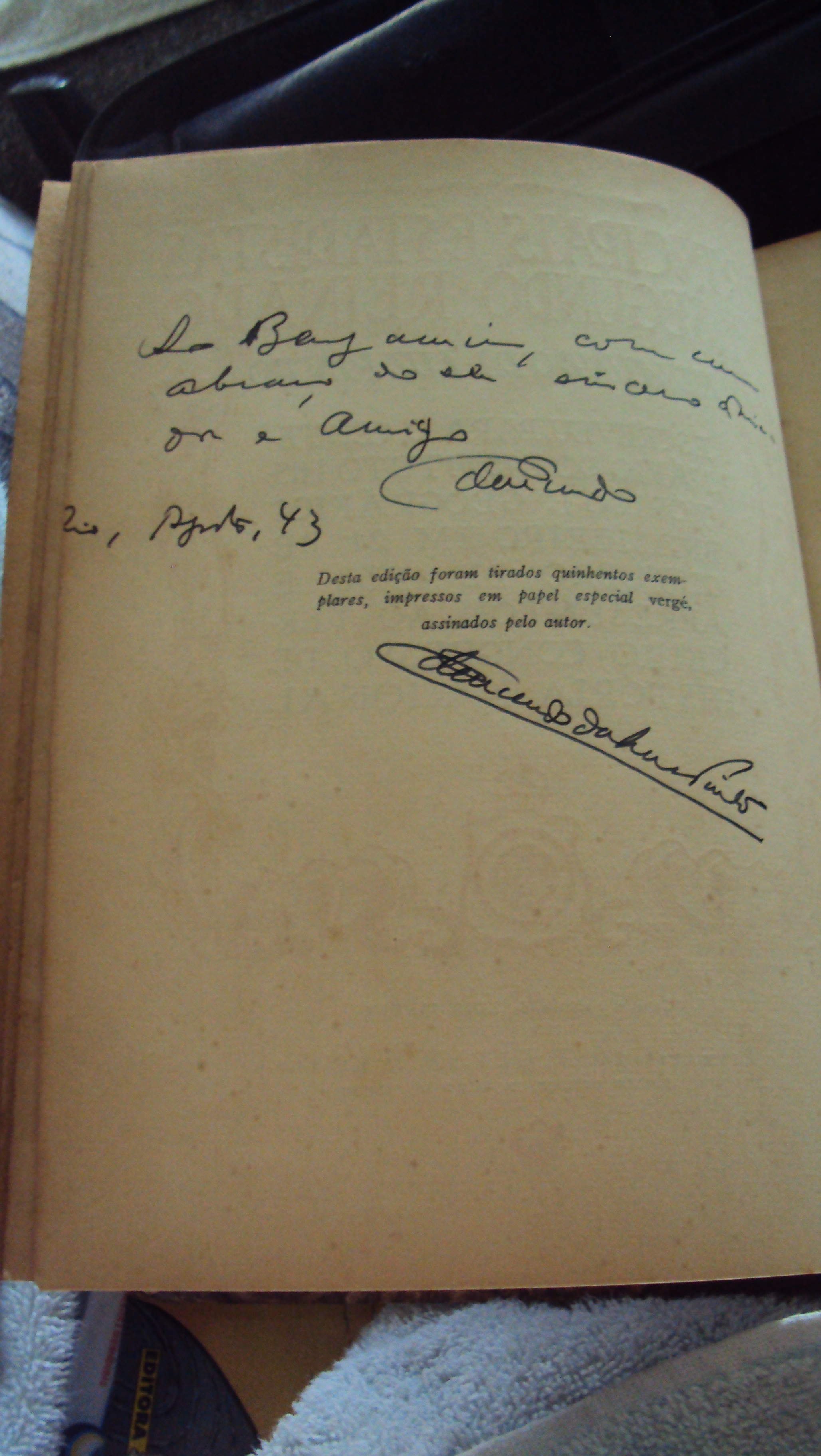
Dedicatória aposta ao livro Afranio Peixoto, de autoria de Leonídio Ribeiro:
"Para Edmundo da Luz Pinto,
o amigo de todos os tempos,
que Afrânio considerava a
própria inteligência humana,
com a admiração do

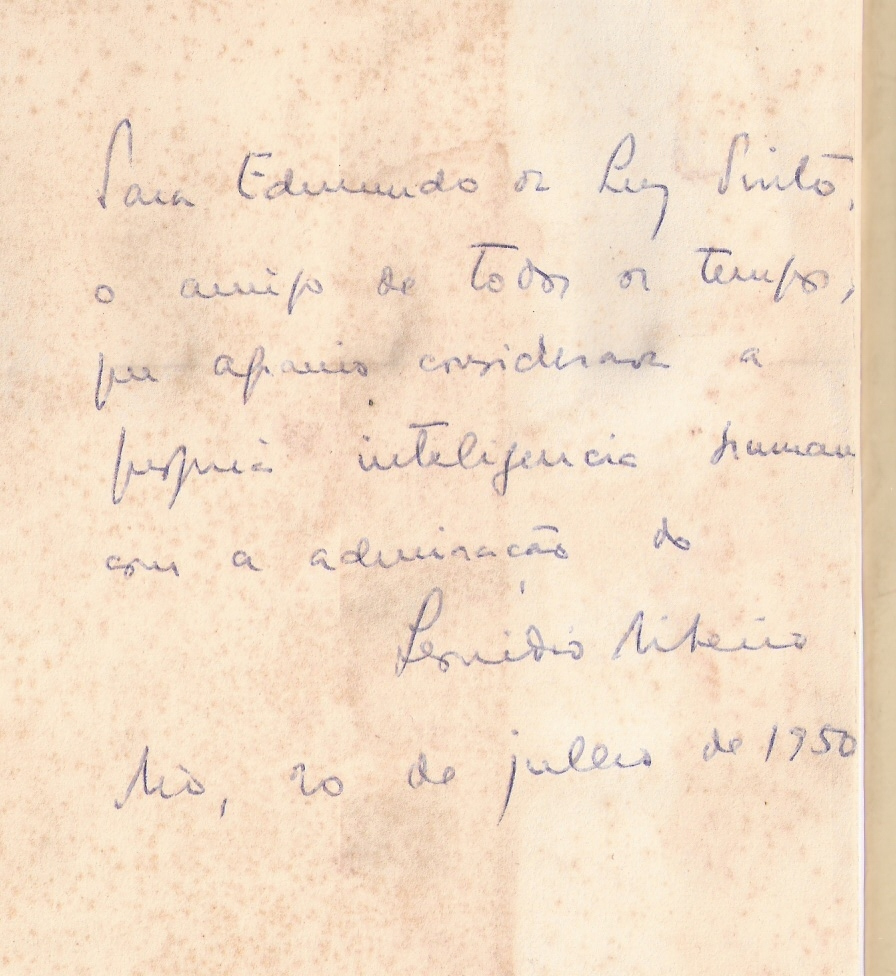
Dedicatória aposta ao livro Afranio Peixoto, de autoria de Leonídio Ribeiro:
"Para Edmundo da Luz Pinto,
o amigo de todos os tempos,
que Afrânio considerava a
própria inteligência humana,
com a admiração do
Leonidio Ribeiro
Rio, 20 de julho de 1950".

Foi bacharel em direito pela Faculdade de Ciências Jurídicas e Sociais do Rio de Janeiro, em 1918.
Primo segundo do governador Hercílio Luz, foi um dos mais representativos dentre os parentes e colaboradores da política herciliana. Apreciava denominar-se catarinense, ainda que o fosse apenas por afinidade.

## Carreira
Foi deputado à Assembleia Legislativa de Santa Catarina na 10ª legislatura (1919 — 1921), na 11ª legislatura (1922 — 1924), e na 12ª legislatura (1925 — 1927).
Renunciou ao último mandato por ter sido eleito deputado federal à 13ª legislatura (1927 — 1929), sendo reeleito à 14ª legislatura (1930 — 1932), dissolvida em 1930.
Foi diplomata, além de ter sido consagrado membro da Academia Catarinense de Letras.
De acordo com a bibliografia compulsada, sua biblioteca, na ocasião de seu falecimento localizada na cidade do Rio de Janeiro, foi doada à Universidade Federal de Santa Catarina, em 15 de julho de 1963.
Foi condecorado com a Ordem do Mérito Aeronáutico, grau de Grande Oficial, em 24 de outubro de 1951.

## Obras
- Principais Estadistas do Segundo Reinado. Livraria José Olympio Editora, 1943.[4]